# SN 2004dg
SN 2004dg – supernowa typu II-P odkryta 19 lipca 2004 roku w galaktyce NGC 5806. W momencie odkrycia miała maksymalną jasność 17,10m.